# Nicolas Louis Jordy
Pour les articles homonymes, voir Jordy (homonymie).
Nicolas Louis Jordy est un général français de la Révolution et du Premier Empire, né le 14 septembre 1758 à Abreschviller (Moselle) et mort le 7 juin 1825 à Robertsau (Bas-Rhin).

## Biographie
Il entre en service le 15 août 1774 comme chirurgien aux hôpitaux militaires de Sélestat et de Strasbourg. Mais entraîné par son goût pour la vie aventureuse, il s'engage le 9 avril 1778, dans le régiment d'Alsace en qualité de soldat, et il fait deux campagnes en Amérique, lorsque le 23 août 1782, son père achète son congé et lui procure les moyens de se livrer au commerce.
Il embrasse avec chaleur les principes de la Révolution française, et ses concitoyens l'élisent le 6 mai 1790, capitaine au bataillon du canton de Lorquin, avec lequel il rétablit le 31 août 1791, la tranquillité dans Nancy, lors de la révolte du régiment suisse de Châteauvieux. Il est élu commandant du 10e bataillon de volontaires de la Meurthe le 19 août 1792. Il est dirigé sur Metz, et il reçoit l'ordre de camper sous le fort Sainte-Croix avant d'avoir reçu des armes. Il pénètre les secrets desseins du gouverneur, qui méditait une trahison, réclame avec énergie l'armement de sa troupe, et l'obtient. À peine les armes distribuées qu'il doit repousser l'attaque d'un parti de uhlans.
Quelques jours après, envoyé à l'armée de Custine, il en soutient la retraite depuis Francfort jusqu'au fort de Königstein. Chargé pendant le siège de Mayence de défendre le fort de Mars, situé sur la rive droite du Rhin, il s'y maintient du 4 janvier 1793 au 15 juillet suivant, date de la reddition de cette place. Dans cet intervalle, il s'empare, le 10 mai 1793, des îles de Weisenau et il enlève le 9 juin, la batterie de la redoute de Gustavsburg. Le 11 juin il prend le village de Kostheim, ainsi que la redoute de la Briqueterie, où il est blessé d'un coup de baïonnette qui lui traverse la mâchoire inférieure et la langue. Le 14 juillet 1793, il fait échouer une entreprise de l'ennemi sur le fort qu'il commande, et cette affaire lui vaut le grade d'adjudant-général chef de brigade le 21 juillet 1793.
Désigné comme toute la garnison de Mayence, à faire partie de l'armée des côtes de Cherbourg, il suit en Vendée le général Aubert du Bayet, qui le nomme commandant provisoire d'une brigade à la tête de laquelle il chasse le 7 septembre 1793, les rebelles du bourg de Rouans (Loire-Atlantique). Le 24 octobre 1793, il enlève d'assaut la ville de Vertou (Loire-Atlantique) et y prend trois pièces de canon, des caissons, beaucoup de chevaux et une soixantaine d'hommes. Le 11 novembre, poursuivant Charette, il force le passage au Lac de Grand-Lieu (Loire-Atlantique). Le lendemain, à la prise de Port-Saint-Père (Loire-Atlantique), il se jette à l'eau avec quelques soldats, et il parvient sous le feu de l'ennemi, à ramener de la rive opposée des bateaux nécessaires au passage du général en chef et de son état-major.
Il bat ensuite les Vendéens à Sainte-Pazanne (Loire-Atlantique), emporte le 31 décembre 1793 la ville de Cholet, en Maine-et-Loire et se trouve à la reprise de Noirmoutier en Vendée par le général Haxo. Avant le débarquement, impatienté de la lenteur que mettent les embarcations à gagner le rivage, il s'élance dans la mer et commence l'attaque à La Fosse, mais à peine a-t-il touché la terre qu'il est atteint d'une balle qui lui fracasse la cuisse et la jambe gauche. Néanmoins, porté sur des fusils, il continue à diriger les troupes sous ses ordres, jusqu'à ce que, de nouveau frappé à la tête, on est obligé de l'enlever du champ de bataille, au moment où les insurgés l'abandonnent. Le lendemain il reçoit sa promotion au grade de général de brigade le 4 janvier 1794.
Sa santé n'est pas encore rétablie lorsqu'il est envoyé à l'armée du Rhin, et nommé commandant de Strasbourg.
Désireux de se signaler dans un emploi plus actif, il demande le 18 brumaire an III (8 novembre 1794), d'aller se joindre aux troupes qui forment le siège de Mayence. Grièvement blessé le 30 novembre 1794, à l'affaire du camp de Weisenau, il lui faut quitter de nouveau l'armée. Rappelé à l'activité le premier juillet 1795 (13 messidor), et placé sous les ordres de Desaix, il demande à ce général de se rendre sur la rive droite du Rhin pour examiner les positions ennemies. Cette offre ayant été acceptée, il reste pendant trois jours au milieu des Autrichiens. Il sert ensuite sous Pichegru jusque vers mai/juin 1795.
À cette époque, le commandement en chef Moreau lui confie le soin d'organiser de fausses attaques depuis Bâle jusqu'à Malskolsheim, et de tenter le passage du Rhin à l'endroit qui lui paraît le plus convenable. Il passe ce fleuve le 6 messidor an IV (24 juin 1796), près du village de Nonnenweiler, d'où il chasse un corps d'émigrés qui le défend avec acharnement.
Le 14 juillet 1796, attaché à la division du général Férino, qui commande l'aile droite de l'armée de Rhin-et-Moselle, il se porte sur Steinbach, dont le pont a été coupé, franchit le torrent en marchant sur des pierres, surprend les Autrichiens et les met en pleine déroute. Il prend ensuite Haslach, que l'ennemi lui dispute rue par rue, et enlève à la baïonnette la redoute du pont de cette ville. Il défait, près de Hornberg, un corps autrichien, traverse les montagnes voisines d'Elrack, en faisant transporter ses canons sur les épaules de ses soldats, et assure à l'armée française les débouchés de la Forêt-Noire en occupant Willingen. Rendant compte à Férino de ces divers mouvements, celui-ci lui répond : « Doucement, doucement, mon cher général, n'allez pas à Vienne avant nous. » Il sert avec non moins de distinction jusqu'à la fin de la campagne et le 6 messidor, il chasse l'ennemi de Donaueschingen, prend le 15, la ville de Moerskich, et participe avec le général Abattucci le 15 messidor, au passage de la Kamlach, et le 7 fructidor, celui du Lech. Le 17 fructidor, il appuie l'attaque du général Gouvion-Saint-Cyr sur Fressihgen, force, le 21, la ville de Moosbourg à capituler, et soutient la retraite de Moreau. Les fatigues qu'il éprouve après une marche aussi pénible, ainsi qu'un blessure à la poitrine qui s'est rouverte, font qu'on le transporte à Neuf-Brisach, dont il reçoit le commandement après sa guérison.
Appelé à Strasbourg, le 15 avril 1797 (26 germinal an V), pour prendre le commandement de l'une des colonnes de l'armée, il a la cuisse fracassée d'un coup de mitraille et la première tablette de l'os frontal fracturée d'une balle le 1er floréal, au passage du Rhin à Diersheim. Entouré d'ennemis qui, pour le jeter à bas de son cheval, le frappent du canon de leurs fusils, il se défend en désespéré, et sur le point de succomber, il est secouru par quelques grenadiers de la 10e demi-brigade. Moreau, vers la fin de cette journée, le mande près de lui, lui prodigue les éloges les plus flatteurs, et le fait panser en sa présence. De son côté, le Directoire lui adresse ses félicitations le 14 pluviôse et lui décerne un sabre d'honneur, qu'Augereau lui remet à Strasbourg, au mois de décembre (nivôse) décembre 1797 (an VI).
Le 8 ventôse, le général Sainte-Suzanne lui donne le commandement de toutes les places fortes du département du Haut-Rhin, mais ayant été chargé presque dans le même moment de celui de l'avant-garde de l'Armée d'Helvétie, il ne remplit cette mission que d'une manière incomplète. Épuisé par les fatigues de cette dernière campagne, et affaibli par ses nombreuses blessures, il demande un emploi sédentaire, et obtient, le 5 prairial, le commandement de la place de Strasbourg, qu'il est forcé de quitter quelque temps après, n'ayant pas voulu accepter le grade de général de division.
Le premier Consul l'envoie commander la place de Landau le 21 nivôse an IX. Il est fait membre et officier de la Légion d'honneur les 19 frimaire et 25 prairial an XII.
L'Empereur lui confie, le 11 octobre 1806, le commandement supérieur de la tête de pont de Cassel devant Mayence, et des troupes cantonnées sur la rive droite du Rhin. Il doit en outre surveiller les travaux de fortifications. Le 27 novembre suivant, le maréchal Kellermann le charge de conduire au grand quartier général, alors à Berlin, 5 000 hommes de toutes armes. Obligé de pousser jusqu'à Varsovie, où se trouve l'Empereur, il grossit sa troupe de tous les militaires restés sur les arrières de l'armée, et reçoit à cet égard les remerciements de Napoléon Ier, qui le nomme commandant supérieur de Thorn le 9 janvier 1807.
Pendant son séjour dans cette ville, qui se prolonge jusqu'au 26 août, il pourvoit avec la plus grande activité à la reconstruction d'un pont enlevé par les glaces, à l'approvisionnement des magasins de subsistances et à l'organisation des hôpitaux. Il a dans le même temps l'occasion de faire preuve de son courage et de son dévouement. Le 7 août, une prolonge remplie de poudre, et placée sur un bateau, éclate dans le voisinage d'un magasin qui en contenait 500 milliers. Malgré ses infirmités, il s'élance sur le toit, et, avec l'aide du caporal de sapeurs Roux, il précipite les décombres enflammées dans la rivière et préserve ainsi la ville de Thorn d'une entière destruction.
Après la paix qui suit la bataille de Friedland, il est nommé commandant d'armes de Mayence le 22 octobre, et reprend le 18 novembre, celui de Landau. Il est créé chevalier de l'Empire en 1807. Le 12 novembre 1811, il est promu au grade de commandeur de la Légion d'Honneur.
Un décret du 1er juin 1812 le nomme commandant du département du Léman et de la place de Genève, avec l'inspection générale pour les retraites et les réformes. Un second décret du 28 novembre 1813 lui donne le commandement supérieur de la ville. À l'arrivée des 3 600 hommes de l'avant-garde alliée sous Bubna, auxquels il n'a que 1 800 hommes à opposer, il est frappé d'une crise d'apoplexie qui le prive de l'usage de ses jambes. Cédant aux exigences des habitants, il se rend à la première sommation.
Revenu en France, il demande sa retraite. Louis XVIII le fait chevalier de Saint-Louis le 2 octobre 1814, et il reçoit ensuite du roi de Bavière l'ordre de Maximilien-Joseph. 
Pendant les Cent-Jours, le maréchal Davout, alors ministre de la Guerre, le nomme lieutenant-général.
Il meurt le 7 juin 1825 à La Robertsau (Bas-Rhin).